# マクラフリングラフ
数学のグラフ理論の分野において、マクラフリングラフ（英: McLaughlin graph）はパラメータ (275,112,30,56) を持つ唯一の強正則グラフである。
群論研究者のジャック・マクラフリンは、このグラフの自己同型群は指数2の部分群を持ち、それまでに未発見の有限単純群であることを発見した。現在この群はマクラフリン散在群（McLaughlin sporadic group）と呼ばれている。
この自己同型群は階数3の置換群（en:rank 3 permutation group）である。つまり、ある頂点の安定化部分群が残り274個の頂点を2つの軌道に分割する。それぞれの軌道は112個と162個の頂点から構成され、
前者は一般化四角形GQ(3,9) から得られるグラフ、後者は局所マクラフリングラフと呼ばれる強正則グラフになる。